# 新界區專線小巴44A線
新界區專線小巴44A線是由冠榮車行旗下的運泰實業營辦的一條專線小巴線，來往屯門站至上水站，途經屯門工業區、大興邨、良景邨、建生邨、屯門醫院。
本線另設立輔助線44A1，只於星期一至六由寶田單向前往上水站（且不提供回程），星期日及公眾假期不設服務。

## 歷史
- 1998年：此線開辦，舒緩44的龐大客量，初時本線屯門總站設於河傍街。
- 2003年10月：配合九廣西鐵通車，總站遷往屯門站。
- 2008年11月23日：本線加價，由$13.0調整至$13.8。
- 2010年3月14日：屯門站總站遷入有蓋公共運輸交匯處。
- 2012年4月15日：本線加價，由$13.8調整至$14.5。
- 2014年2月9日：本線加價，由$14.5調整至$15.2。
- 2016年6月5日：本線加價，由$15.2調整至$15.9。
- 2018年3月29日：為應付往返屯門及上水的龐大需求，44A線分拆出輔助路線44A1線，疏導主線供不應求的情況。[2]
- 2019年4月7日：本線加價，由$15.9調整至$16.8。

## 服務時間及班次
44A線由屯門站開出，頭班車為清晨五時正，尾班車為翌日零時，每2-3分鐘一班。
而44A線由上水開出頭八班車，除客滿外，必須依隨時間表開車，分別為：05:30、05:40、05:55、06:05、06:12、06:18、06:24、06:30，之後可每2-3分鐘一班開出直至凌晨一時正，客滿即開。
44A1線只於平日日間服務，由寶田開出的時間為06:40-19:30，每20-25分鐘一班。

## 收費
- 全程收費：$17.3
  - 虎地來往屯門站（只適用於44A）：$5.5

## 行車路線
44A

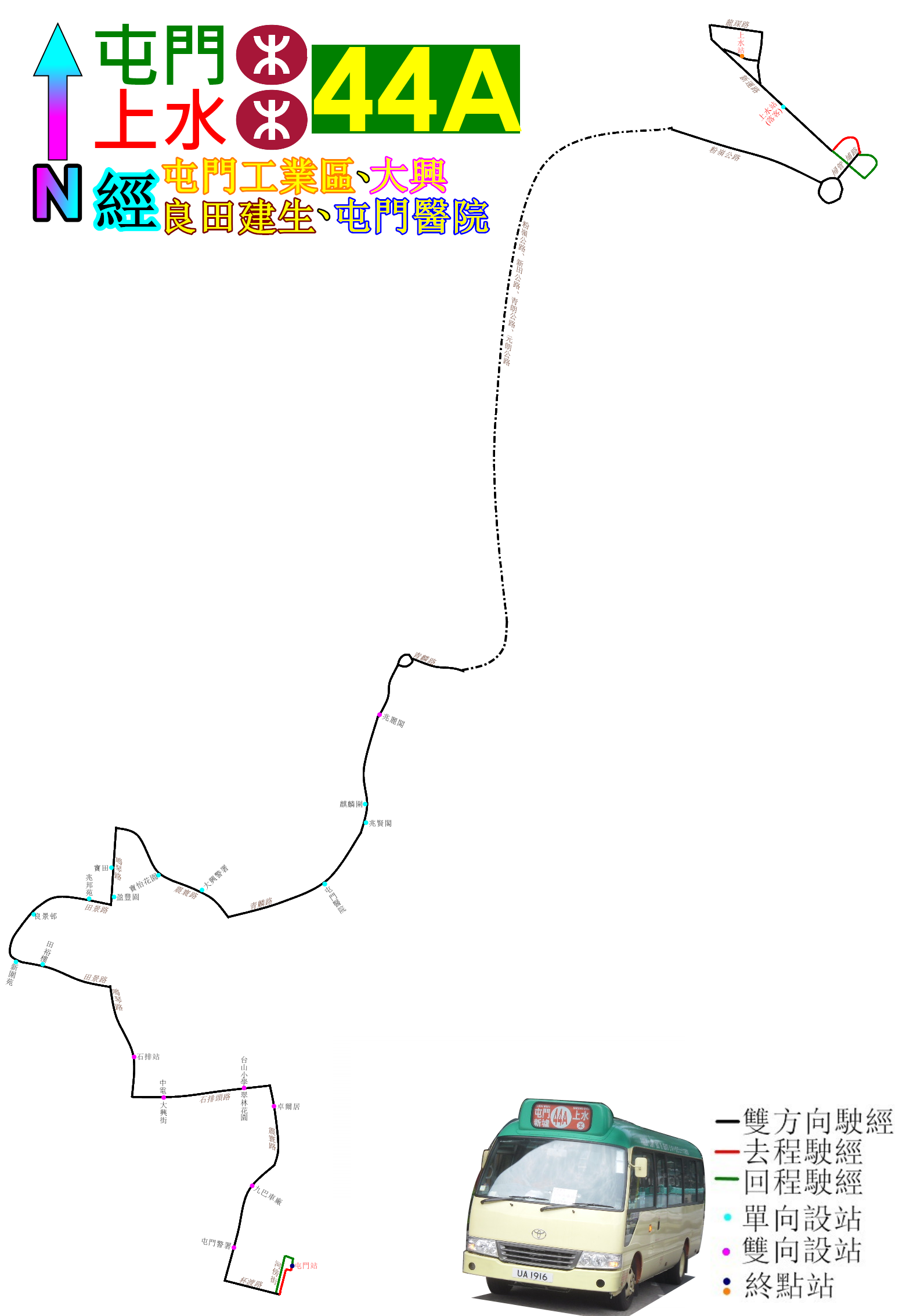
此線的走線圖

- 屯門站開：杯渡路、震寰路、石排頭路、鳴琴路、田景路（田景邨）、鳴琴路、震寰路、青麟路（兆康苑）、藍地交匯處、元朗公路、青朗公路、新田公路、粉嶺公路、掃管埔路、新運路（上水中心）、龍琛路、龍運街、上水站
- 上水站開：新運路、龍琛路、龍運街、新運路、掃管埔路、粉嶺公路、新田公路、青朗公路、元朗公路、藍地交匯處、青麟路（屯門醫院）、震寰路、鳴琴路、田景路（田景邨）、鳴琴路、石排頭路、震寰路、杯渡路、河傍街、屯門站

44A1
- 寶田開:鳴琴路、田景路（田景邨）、鳴琴路、震寰路、青麟路（兆康苑）、藍地交匯處、元朗公路、青朗公路、新田公路、粉嶺公路、掃管埔路、新運路（上水中心）、龍琛路、龍運街、上水站

| 屯門站開 | 屯門站開     | 屯門站開     | 上水站開 | 上水站開     | 上水站開     |
| 序號     | 車站名稱     | 位置         | 序號     | 車站名稱     | 位置         |
| -------- | ------------ | ------------ | -------- | ------------ | ------------ |
| 1        | 屯門站總站   | 屯門站總站   | 1        | 上水小巴總站 | 上水小巴總站 |
| 2        | 屯門警署     | 震寰路       | 2        | 兆康苑兆麗閣 | 青麟路       |
| 3        | 九巴屯門車廠 | 震寰路       | 3        | 兆康苑兆麗閣 | 青麟路       |
| 4        | 大興花園     | 震寰路       | 4        | 屯門醫院     | 青麟路       |
| 5        | 翠林花園     | 石排頭路     | 5        | 寶怡花園     | 震寰路       |
| 6        | 康德花園     | 石排頭路     | 6        | 盈豐園       | 鳴琴路       |
| 7        | 大興街       | 石排頭路     | 7        | 田景邨田樂樓 | 田景路       |
| 8        | 石排站       | 鳴琴路       | 8        | 田景邨田裕樓 | 田景路       |
| 9        | 新圍苑       | 田景路       | 9        | 石排站       | 鳴琴路       |
| 10       | 兆邦苑       | 田景路       | 10       | 中華電力     | 石排頭路     |
| 11       | 寶田邨       | 鳴琴路       | 11       | 台山商會學校 | 石排頭路     |
| A1       | 寶田巴士總站 | 寶田巴士總站 | 12       | 卓爾居       | 震寰路       |
| 12       | 大興警署     | 震寰路       | 13       | 九巴屯門車廠 | 震寰路       |
| 13       | 麒麟圍       | 青麟路       | 14       | 屯門警署     | 震寰路       |
| 14       | 紫田村       | 青麟路       | 15       | 屯門站總站   | 屯門站總站   |
| 15       | 上水站       | 新運路       |          |              |              |
| 16       | 上水小巴總站 | 上水小巴總站 |          |              |              |

黃色底的車站(序號為A1者)只適用於44A1線

## 主要客源
- 前往內地（轉乘東鐵綫）及水貨客
- 屯門往返上水，及到上水站轉乘東鐵線往返粉嶺及大埔區
- 屯門區內的短途客
- 在屯門工業區上班的北區及大埔居民

## 服務質素
此路線服務質素經常受人詬病，由於此路線大部份路段均是快速公路，是現時少數日間長途專綫小巴路線之一，而此路線車長的收入並非按固定月薪計算，而是按單一車長的乘客車費收入和營運商「三七分帳」，車長為增加收入而經常超速行走，屯門區議會收到不少乘客投訴，指小巴車長經常超速駕駛，由上水前往虎地，往往少於15分鐘，速度曾經達到時速120公里以上。後來運輸署擬修例要求所有專綫小巴安裝車速限制器，此線一度被列入可放寬時速限制至100公里的少數路線之一，在區議員強烈反對下未有實施放寬車速限制，現時大部分用車亦已鎖速至時速80公里。
此外沿線不少乘客經常出現登車困難，居民怨聲載道，46輛掛牌車仍無法疏導乘客，更甚者，部份投訴指出車長不依路線行駛及拒絕接載屯門區內的短途客，結果令到運輸署要求九巴開辦一條每天全日往來屯門至上水巴士路線，以引入競爭及逼使小巴營辦商改善服務，但受到此路線營辦商強烈反對，在不斷角力下，九龍巴士261線終於在2000年6月4日起投入服務，更於2004年2月15日起繞經兆康西鐵站（現稱兆康站），對此路線造成競爭。
可是，本路線超速的情況仍然持續，引起多宗意外。先在2003年9月3日，一輛往上水方向的豐田Coaster（車牌HS3788，3代）在粉嶺公路以時速110公里超速行駛，期間因閃避切線的巴士時失控，狂撼兩輛貨車致7人受傷，其中兩乘客被拋出車外。由於現場大擠塞，飛行服務隊一度奉命派出「海豚」式直升機準備救人，意外中幸無人身亡。
在2009年7月25日清晨晨5時許，一輛往上水方向的頭班車（車牌：HU9880，豐田Coaster5LS2），駛至元朗公路博愛交匯處時，高速撞向一部超載的貨櫃車的車尾後，突然爆炸起火，結果車頭在重擊下坍塌，復被大火燒至通頂，整個車廂被燒至焦黑一片，全車乘客亦有不同程度的損傷。消防於現場發現一具燒焦的遺體，證實是小巴司機，2人送院後不治，另有一人留醫一天後去世，共造成4死13傷。
2009年4死13傷的事故不但震驚全港，更有傳媒揭發肇事專線小巴44A的營辦商，涉嫌擅自更改服務時間，頭班車及尾班車時間，較運輸署公佈的分別早一小時開車，及遲一個半小時收車。營辦商對於服務時間不符合運輸署規定直認不諱，更聲言「10幾年來都係咁」。時任立法會議員鄭家富直斥營辦商違規，又質疑運輸署監管不力。運輸署指該路線的法定頭班車應於早上6時開出，並於7月27日發出聲明指會對44A的服務展開調查，若營辦商違規，將按既定機制作出懲處。最後，運輸署批准此線提早頭班車開出時間，事件始告平息。